# 法兰西号战列舰
法兰西号战列舰（法語：France）是孤拔级四號艦，同時是法國海軍第一批建造的無畏艦之一。本艦作為1911年海軍建造計劃之一，於1911年11月30日在聖納澤爾羅亞爾阿特利耶和尚提耶造船廠鋪設龍骨，並在第一次世界大戰爆發前建造完工，艦名來自於法國國名。在本艦工程末期時，曾在七月危機期間搭載法國總統至俄羅斯帝國進行國事訪問。第一次世界大戰期間，法蘭西號主要在奧特朗托封鎖線提供掩護封鎖任務，將奧匈帝國海軍封鎖在亞得里亞海內，有時本艦還擔當此海域艦隊旗艦。
第一次世界大戰結束後，法蘭西號與让·巴尔号先是協助占領君士坦丁堡，接著於1919年前往黑海協助支援俄國白軍及協約國武裝部隊在俄國內戰中抵抗布爾什維克份子，但由於艦上的官兵厭戰情緒高漲，並同情布爾什維克分子，因而與让·巴尔号上的船員聯手嘩變，迫使本艦於1920年返回法國本土。1922年8月5日至26日夜間，法蘭西號航行在基伯龍灣時不甚觸礁，儘管法國當局很快地找到本艦的所在位置，但因艦體嚴重損毀在觸礁後4小時後只能任其沉沒；最終法蘭西號是孤拔级战列舰中最先損失的軍艦。

## 設計

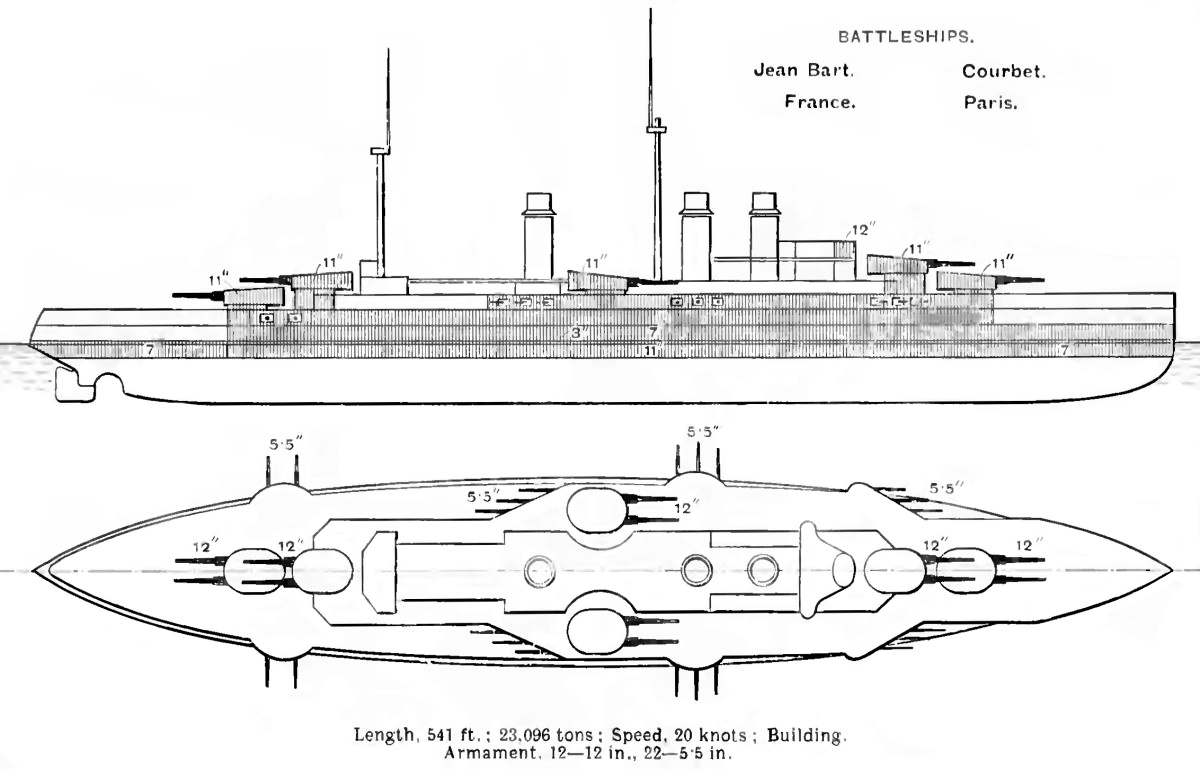
孤拔級描繪圖，出自1912年的布拉希海軍年鑑（Brassey's Naval Annual）。

法國海軍在1909年後終於深信採用「全装重型火炮」（All-Big-Gun）設計的英國无畏号战列舰比混合口徑設計的丹东级战列舰還要優越；因此在第二年甫上任的海軍部長奧古斯汀·布埃·德·拉佩雷爾決定透過參考其中一艘當時外國無畏艦設計方案來為法國海軍建造第一批無畏艦，並作為1906年海軍計劃的一部分準備推行。孤拔級四號艦法蘭西號船體全長166（544英尺7英寸）、舷寬27（88英尺7英寸），最大載運量時船艏吃水深度為9.04（29英尺8英寸），標準排水量為23,475公噸（23,104長噸），滿載排水量為25,579公噸（25,175長噸）。出航執勤時，若是在二等船狀態下可容納1115名乘員，但若是擔任旗艦時則可容納至1187名乘員。動力系統上則授權帕森海洋蒸汽輪機公司製造4組帕森型蒸汽渦輪發動機，每組驅動2組傳動軸，並由24台尼克勞斯（Niclausse）式鍋爐提供提供蒸汽。這些鍋爐皆為燃煤式，並搭配油噴霧器輔助，在四軸驅動推進下可輸出28,000匹軸馬力（20,880千瓦特），使本艦最高航速可達21節（39每小時；24英里每小時）。艦上可攜帶2,700長噸（2,700公噸）的燃煤與906長噸（921公噸）的油料，讓本艦在10節（19每小時；12英里每小時）下航行時，其巡航半徑可達4,200海里（7,800）。
主要武器上，法蘭西號配備12門305（12英寸）45倍徑1910年式火砲在6座雙聯裝砲塔內，其中2座主砲塔以背負式佈局配置在前甲板與前上層建築，後甲板與後上層建築也以同樣的佈局配置2座主砲塔，另外2座砲塔則分別在船舯兩側。為了能有效抵抗魚雷艇，艦上配備多種次要武器，包括將22門138公釐口徑1910年式海軍砲配置在炮廓內，4門47（1.9英寸）口徑1902年型火炮平均分成2組放置在船上層建築兩側，另在船體水線下區域裝有4組450（18英寸）口徑1909年型魚雷管，同時配有12枚魚雷備用；下甲板同時設有倉儲可存放10枚水雷。為防止水面下的水雷攻擊，法蘭西號的水線裝甲帶延伸至正常吃水線以下2.4（7英尺10英寸）。水線裝甲帶厚度範圍約在140至250（5.5至9.8英寸）之間，並在船舯區域裝甲厚度最厚。主砲塔區域由250（9.8英寸）厚度的裝甲保護之，炮廓則以160（6.3英寸）厚的裝甲板保護之。弧形裝甲甲板平面厚度為40 mm（1.6英寸），外傾部分為70 mm（2.8英寸）。司令塔正面與側面區域以266（10.5英寸）厚的裝甲保護之；儘管在機艙旁有一縱向並排的艙室，但這些艙室只是用來儲存燃煤或閒置等，並沒有將其改裝成防魚雷艙壁。

## 服役歷程

### 第一次世界大戰前
孤拔級四號艦法蘭西號是第7艘以此名並服役於法國海軍的艦艇，本艦於1911年8月1日向聖納澤爾羅亞爾阿特利耶和尚提耶造船廠下單，接著於1911年11月30日鋪設龍骨，之後在1912年11月7日首次下水。1914年7月1日，法蘭西號正式完工，接著搭載法國總統雷蒙·普恩加萊前往俄國首都聖彼得堡進行國事訪問。普恩加萊於1914年7月16日登上本艦，接著在让·巴尔号的陪同下出航。當艦隊於1914年7月20日抵達喀琅施塔得前，在波羅的海曾遭遇隸屬於德國第1偵察集群的戰鬥巡洋艦。艦隊接著於1914年7月25日至26日期間抵達瑞典斯德哥爾摩進行港口訪問，接下來還計劃前去訪問丹麥哥本哈根，但由於奧匈帝國與塞爾維亞王國緊張情勢加劇而取消，最後艦隊於1914年7月29日安全返回敦克爾克。

### 第一次世界大戰期間

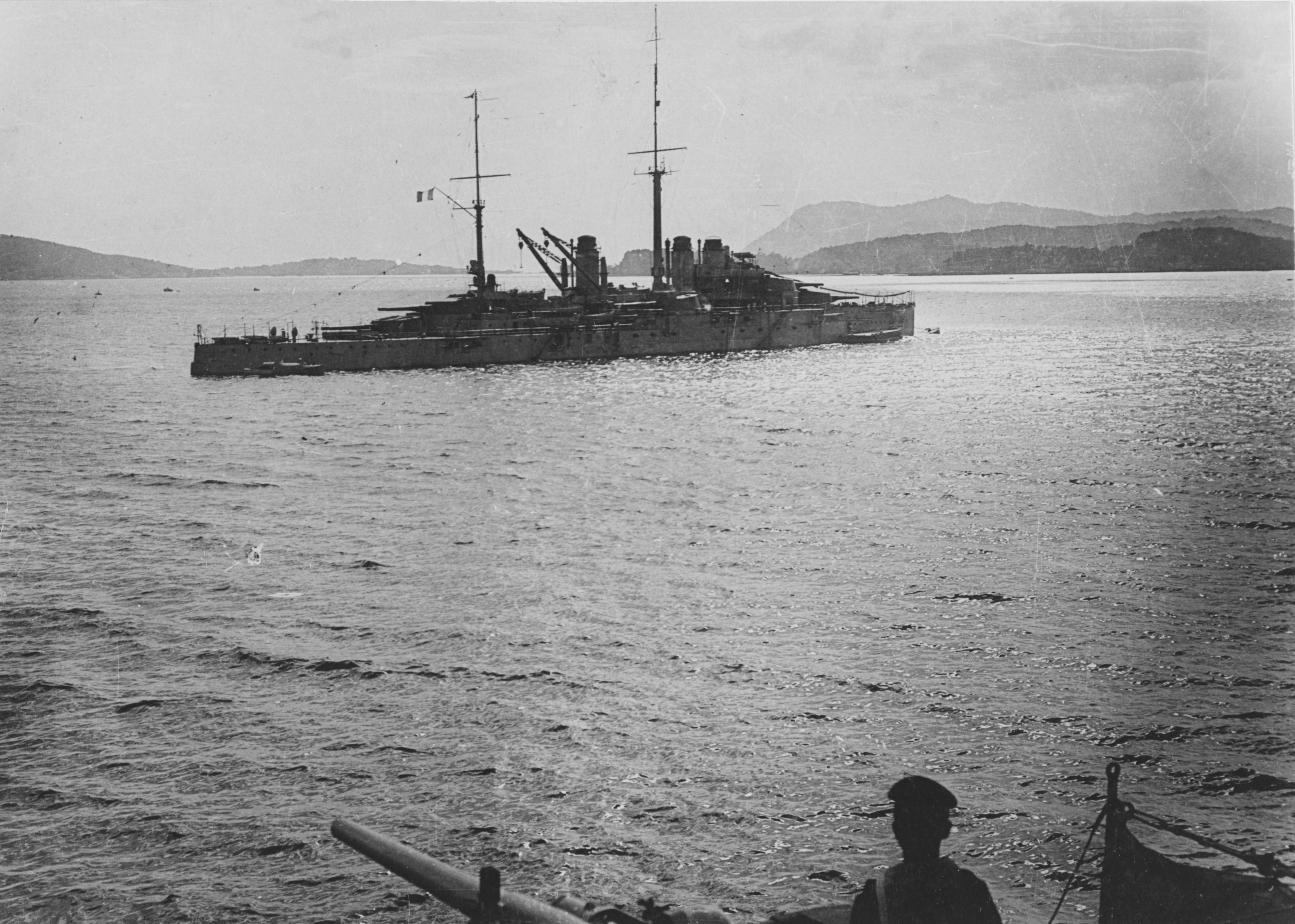
第一次世界大戰期間，法蘭西號停泊於土倫之攝像。

當法國於1914年8月3日對德國宣戰時，法蘭西號與让·巴尔号當晚從布雷斯特啟航，準備前往土倫。然而2艦航行至西班牙瓦倫西亞時，讓·巴爾號上的305（12.0英寸）口徑主砲突然故障，無法繼續執行護航任務，同行的法兰西号才剛建成而沒有攜帶任何彈藥，只得向上請求支援。支援的孤拔号、孔多塞号、韦尼奥号後來於1914年8月6日前來會合，並在3艦的護航下於數日後安全抵達土倫。1914年10月10日，法蘭西號正式服役於法國地中海艦隊第2戰鬥分艦隊，並於1914年10月21日隨艦隊前往亞得里亞海，阻止奧匈帝國海軍勢力擴張至地中海。1914年後期，法蘭西號隨艦隊向蒙特內哥羅陸軍提供砲火支援。當让·巴尔号在1914年12月21日時遭奧匈帝國海軍U-12號潛艇魚雷擊傷後，法國海軍高層意識到大型艦容易遭受水面下的威脅而重創，因此將艦隊暫時退出亞得里亞海，而法蘭西號也隨艦隊駐留在納瓦里諾灣度過1914年12月份。
1915年1月11日，法軍接獲一項情報，該情報表示奧匈帝國艦隊準備將從波拉海軍基地出擊，因此法國海軍立刻調遣包含法蘭西號、孤拔号、巴黎號等艦向北前往阿爾巴尼亞海岸迎擊；然而這項消息後來證實是錯誤的，3艦在出擊3天後無功而返並回到原停泊處。由於大型艦在海峽這類受限制的海域上仍有被潛艦襲擊的危險，迫使法國海軍限制艦隊僅能航行靠南邊的線路，因此艦隊僅能在愛奧尼亞海執行巡邏任務。當義大利於1915年5月23日對奧匈帝國宣戰後，義大利海軍接管亞得里亞海的作戰行動，讓法國海軍得以將主力向後撤至法屬突尼西亞比塞大及馬爾他等地，以掩護方式維持奧特朗托封鎖線軍力。1915年7月25日，法蘭西號艦上突然發生火災意外，使得本艦到1915年10月14日前都必須在土倫進行維修。維修完工後2天，海軍中將路易·達爾蒂熱·杜傅爾內接任第1分艦隊指揮官，並在法蘭西號升起艦隊旗艦的旗幟，本艦接著在1915年末前都駐留在馬爾他港內。在這段期間，本艦上的47（1.9英寸）口徑火砲被重新安裝在高角度砲架上，用以當作防空炮使用；後來還配備2門75 mm（3英寸）口徑1981年G型艦炮在高角度砲架上來加強防空火力。
直到1916年4月27日後，法軍才獲得希臘的凯法利尼亚岛，這才得以將前線基地設置在阿爾戈斯托利。杜傅爾內後來於1916年5月23日將旗艦轉移至普羅旺斯號，各艦也因為反潛戰的需求而調離許多船員，導致所有戰艦因人手不足而無法有效地執行任務。1917年初，法軍開始使用科孚島上的海軍基地，但艦艇燃煤短缺問題在法軍內日益嚴重，嚴重地限制戰艦的出海效率。由於前線形勢非常糟糕，以至於海軍中將加布里埃爾·達里厄曾在1917年寫道：
海軍的軍事力量已經因為人力短缺與持續不斷地更換參謀長而受到嚴重影響，必須透過頻繁地演習才能維持能力。儘管從3月到6月間，我們仍能遵循正常的模式運行，但煤炭短缺阻礙了任何演習與炮術訓練，即使是大修後歸隊的軍艦也是如此。與前幾個月相比，大型艦已經失去50％效率。
由於艦隊的效率每況愈下，所有艦艇在1918年時都僅能停留在港內，只剩科孚島仍在執行維護及修理任務。1918年7月1日，法國海軍改組第1分艦隊，將法蘭西號改編至第1戰鬥分艦隊第1戰鬥總隊。

### 第一次世界大戰後

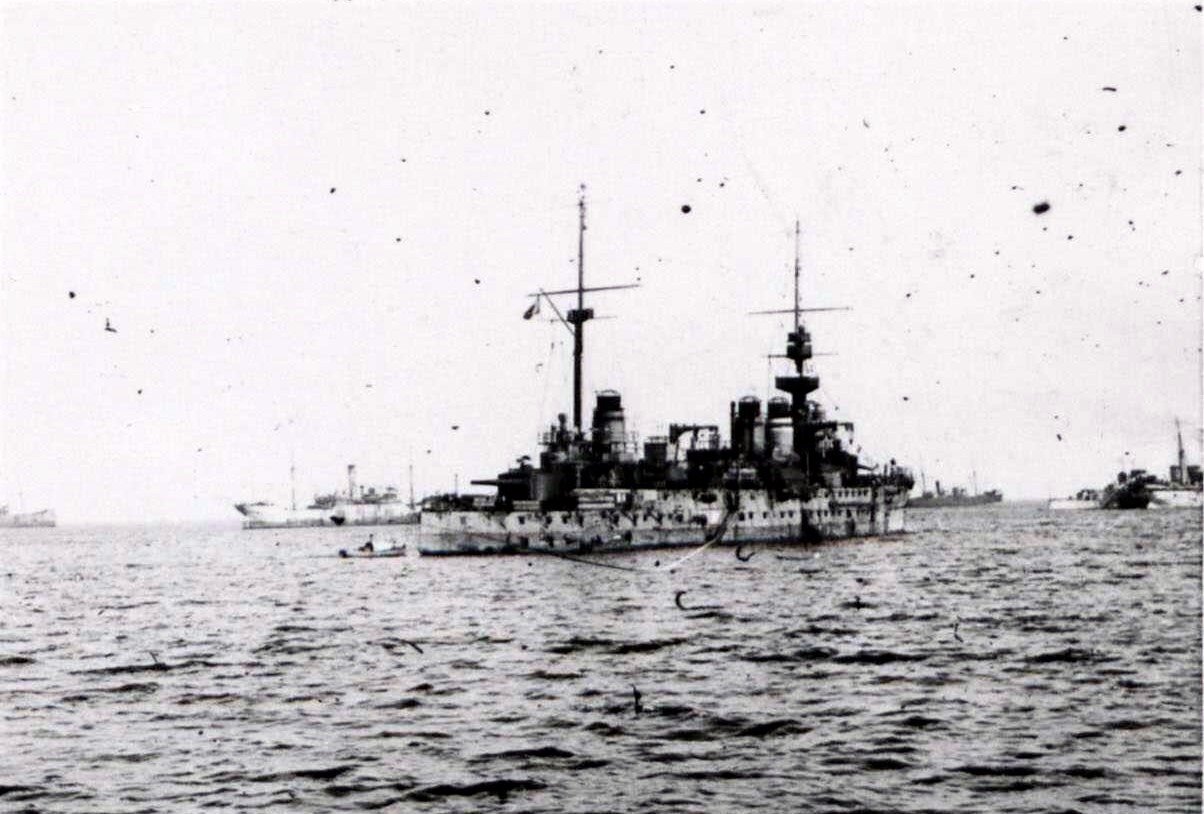
法蘭西號停泊於敖德薩之攝像。

在《穆兹罗斯停战协定》於1918年10月30日簽訂後，鄂圖曼帝國正式與協約國陣營停戰；法國海軍接著依照條約，派遣法蘭西號等艦協助占领君士坦丁堡。1919年初，黑海艦隊總司令讓-弗朗索瓦-查爾斯·阿梅特海軍中將將旗艦法蘭西號與让·巴尔号調往黑海，支援協助俄國白軍的法軍部隊抵抗布爾什維克份子。在1919年4月16日砲擊進攻塞凡堡的布爾什維克部隊並迫使其撤退幾天後，本艦與让·巴尔号上的官兵受到社會主義者與革命同情分子的煽動，加上官兵們厭戰情緒高漲而於1919年4月19日一同嘩變。讓·巴爾號艦長在接下來幾天逐漸平息艦上叛變，但法蘭西號上的狀況卻一直無法控制下來，因此阿梅特試圖透過獎勵優良紀錄的船員上岸放假等方式來滿足叛亂者的休假要求，避免緊張局勢繼續上升。然而上岸的船員跑去參與親布爾什維克分子的遊行示威，而這場示威又遭到希臘步兵連隊的開火壓制。示威群眾試圖逃離現場，但又遇到讓·巴爾號的登陸部隊，登陸部隊後來也向示威群眾開火，使得不少人受傷。整起血腥鎮壓最後約有15人受傷，當中包含6名船員，並有1人後來傷重不治。阿梅特最後下令禁止嘩變船員代表登艦，並同意滿足嘩變群眾讓軍艦返回法國本土等主要要求後，才使整場叛變平息下來。法蘭西號最後於1919年4月23日返航，途經比塞大後返回土倫。艦上26名船員回國後被判有期徒刑，但因法國總理雷蒙·普恩加萊與國內的左翼政黨妥協，這26名船員在1922年時獲得減刑。
1919年7月1日，法國海軍調整編隊，將所有孤拔級戰艦分配到第1分艦隊的第1總隊。然而法國海軍於1920年2月10日將第1分艦隊解散，針對地中海海域所屬艦隊改由東地中海分艦隊（法語：Escadre de la Méditerranée orientale）及西地中海分艦隊（法語：Escadre de la Méditerranée occidentale）共同管理；所有孤拔級戰艦都被分派至西地中海分艦隊中，其中讓·巴爾號、孤拔號、巴黎號被分派至第1戰鬥總隊，法蘭西號則被分派至第2戰鬥總隊；由海軍准將路易·希波利特·維奧萊特指揮第2戰鬥總隊；這兩個分艦隊後來又於1921年7月20日合併為地中海分艦隊。
1922年2月18日至1922年3月1日期間，法蘭西號和布列塔尼號接待來訪滨海自由城的英艦伊麗莎白女王號及考文垂号。接著兩艦於1922年6月28日進行射擊演習，此次演習以前奧匈帝國戰艦欧根亲王号當作靶艦，最後欧根亲王号在這次演習中被擊沉。1922年7月18日，法蘭西號、巴黎號、布列塔尼號開執行巡航任務，並造訪在比斯開灣及英吉利海峽上的各個法國港口。1922年8月25日至8月26日晚間，法蘭西號於00:57在基伯龍灣航行時，沒有注意到有暗礁而撞上，造成船身嚴重進水，鍋爐艙很快被海水吞噬，船舶之後在01:10時失去所有動力。至02:00時，本艦已經側斜5度，艦長因此不得不下達棄船命令。事故發生2小時後，布列塔尼號與巴黎號趕來營救本艦，但因本艦艦體進水過多只能任其傾覆，兩艦最終救起艦上900名中絕大多數人員，僅有3人於事故中殉職；沉沒的艦體殘骸則是在1935年、1952年、1958年間逐步拆解。法蘭西號是孤拔级战列舰中最先損失的軍艦，同時是同型艦中從未經歷改裝作業的軍艦。

## 延伸閱讀
- Dumas, Robert; Guiglini, Jean.  [The French 23,500-tonne Battleships]. Grenoble, France: Editions de 4 Seigneurs. 1980. OCLC 7836734 （法语）.
- Gardiner, Robert; Chesneau, Roger (编). . Annapolis, Maryland: Naval Institute Press. 1980. ISBN 0-87021-913-8 （英语）.
- Jordan, John; Dumas, Robert. . Annapolis, Maryland: Naval Institute Press. 2009. ISBN 978-1-59114-416-8 （英语）.

## 外部連結
- . Battleship-cruisers.co.uk.   [2018-01-30]. （原始内容存档于2017-10-22） （英语）.

47°27′6″N 3°2′0″W / 47.45167°N 3.03333°W